# Georg Kuhlmey
Georg Kuhlmey (* 30. November 1903 in Erfurt; † nach 1966 in Stuttgart) war ein deutscher Rechtsanwalt und Jurist. Als Vorstandsmitglied regionaler Rechtsbunde der NSDAP war er während der Zeit des Nationalsozialismus maßgeblich an der Repression und Entrechtung jüdischer Anwälte in Sachsen-Anhalt beteiligt. Darüber hinaus wirkte er als Verbandsfunktionär an der ideologischen Ausrichtung und Festigung der nationalsozialistischen Justiz auf regionaler Ebene mit.

## Herkunft
Georg Kuhlmey wurde als Sohn des Eisenbahninspektors Julius Kuhlmey und der Anna Elisabeth (geb. Preuss) in Erfurt geboren. Er war der jüngste von drei Brüdern. Die Familie war evangelisch-lutherisch; der Vater stammte aus Potsdam, die Mutter aus Erfurt. Der erstgeborene Sohn, Walther, Anwärter auf den Eisenbahndienst wie der Vater, fiel im letzten Kriegsjahr 1918 an der französischen Front. Seine Beisetzung erfolgte in der Nähe des Schlachtfeldes.

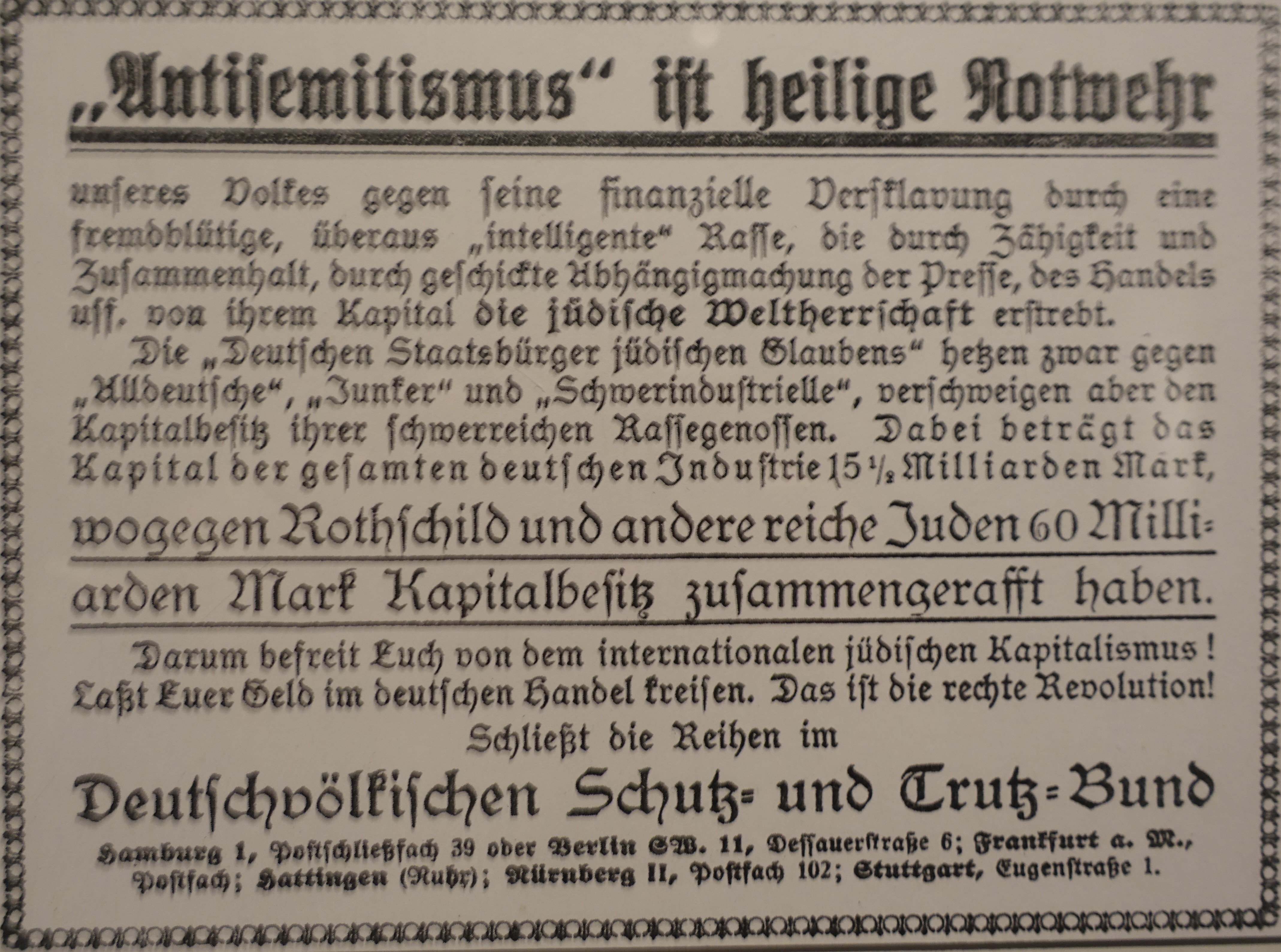
Antisemitische Hetzschrift des Deutschvölkischen Schutz- und Trutzbund, 1920.

Im Jahr 1919 beantragte der damals sechzehnjährige Kuhlmey die Aufnahme beim Deutschen Schutz- und Trutzbund, einem der ersten antisemitisch-nationalistischen Propagandavereine der Weimarer Republik. Die Gründung des Bundes orientierte sich an zwei ideologischen Leitlinien. Zum einen der Wille, andere Ursachen für den militärischen Zusammenbruch des Reiches zu finden, um die Kriegsniederlage zu revidieren. Zusätzlich diente eine Vermischung populärer, antisemitischer Verschwörungsthesen als Argument, eine angeblich internationale Einflussnahme der jüdischen Bevölkerung bekämpfen zu wollen. Von seinen Mitgliedern forderte der Bund den Nachweis „arischer“ Abstammung. Zeitgleich trat Kuhlmey dem neugegründeten Deutschnationalen Jugendbund bei. Der autoritär organisierte, rechtskonservative Verband zielte auf die Einbindung der fahnennostalgischen, kaisertreuen Jugend für eine Rekonstruktion des durch Weltkrieg und Revolution beendeten Deutschen Reichs. Beide Organisationen wurden nachträglich als geistige Wegbereiter des Nationalsozialismus sowie späteres Rekrutierungsreservoir der NSDAP bewertet.

## Studium und Niederlassung in Magdeburg
1922 begann Kuhlmey ein Studium der Rechtswissenschaften zunächst in Berlin, das er an den Universitäten Leipzig und Halle-Wittenberg fortsetze. 1925 legte er das erste Staatsexamen in Naumburg ab, es folgte eine Referendariatszeit in seiner Heimatstadt Erfurt. 1927 promovierte er mit der Dissertation „Die notwendige Teilnahme“ an der Universität Halle. Die ehemalige Vereinigte Friedrichs-Universität, heute Martin-Luther-Universität Halle-Wittenberg, galt als konservativ und zog in der Weimarer Republik vor allem politisch rechtsorientierte Studenten an, was auf die damals deutsch-national geprägte Professorenschaft zurück geführt wurde.
Nach kurzer Tätigkeit als Diätar und Justizbüroassistent beim Amtsgericht in Neuhaldersleben ließ sich Kuhlmey 1929 als Rechtsanwalt in Magdeburg nieder, das sich in dieser Zeit zur mitteldeutschen Metropole entwickelte. Er gründete seine erste Kanzlei am Breiten Weg 248, heute Hasselbachplatz 2, einer bei Anwälten renommierten Lage durch die unmittelbare Nähe des Justizpalasts. Dieser vereinte in seinen Räumen das Landes- und Amtsgericht. Am 20. April 1931 heiratete er, im Standesamt seiner Heimatstadt, die 1904 ebenso in Erfurt geborene Marie Letzsch. Aus der Ehe gingen drei Kindern hervor.

## Wirken vor der Machtübernahme 1933

### Eintritt in Partei und SA
1928 trat Kuhlmey der NSDAP bei und gehörte damit zu den Mitgliedern der Aufbauphase der Partei. Rapide übernahm er eine parteiliche Funktion als Richter im Untersuchungs- und Schlichtungsausschuss, der ab 1933 als internes Parteigericht der NSDAP im Kreis Magdeburg fungierte. 1930 folgte sein Eintritt in die SA, in der er die Dienstgrade Sturmbannführer, Obersturmbannführer und, 1937, Standartenführer erreichte.

### Medienprominenz in Prozessen für die Partei
Mit dem Wachstum der NSDAP ab 1930 erhöhte sich auch in Sachsen-Anhalt ihr Bedarf an volontierenden Rechtsanwälten. Die provokative Gewalt ihrer paramilitärischen Sturmabteilung (SA) wurde von der Partei bewusst gefördert. Strassen- und Saalschlachten, aber auch Überfälle auf Einzelpersonen wie Zugehörige des sozialdemokratischen Reichsbanner-Verbandes meldete die lokale Presse immer häufiger. Die Berichterstattung sicherte der NSDAP eine konstante Präsenz in regionalen Zeitungen. Reaktionen von Polizei und Justiz waren ebenso erwartet, denn egal wie der Prozess verlief, strategisches Ziel war, ihn propagandistisch auszuschlachten. In Magdeburg übernahm Kuhlmey die Verteidigung von SA-Mitgliedern, die an gewalttätigen Auseinandersetzungen beteiligt gewesen waren, da er über die notwendige parteipolitische Schulung und Überzeugung verfügte.
Die Prozesse erzielten den gewünschten Erfolg: Die demokratische Tagespresse wie die Magdeburger Volksstimme und Reichsbanner-Zeitung bezeichnete Kuhlmey bald als den „Nazi-Anwalt“ „Nazi-Kuhlmey“, oder titelte „Kuhlmey wittert Semitenblut“ Kuhlmeys Verteidigung des SA-Führers Otto Stucken im Jahr 1930, bei der er aggressive Rhetorik, antisemitische Anträge und juristisch fragwürdige Beweisforderungen kombinierte, bewertete die Volksstimme als „flegelhafte Wahlkampfpropaganda“. Kuhlmey selbst wurde mit seiner demagogischen Rhetorik als „kleiner Bruder“ des viel beachteten Münchener NSDAP-Verteidigers Hans Frank dargestellt.
Grund war, neben Kuhlmeys eifriger Nachahmung Franks theatralischer Selbstdarstellung im Gerichtssaal, vor allem die Anwendung der Frank'schen Strategie, Gerichtsverfahren zur Inszenierung ideologischer Konflikte zu nutzen. Trotz der kompromittierenden Beschreibung betrachtete Kuhlmey den Vergleich mit Frank als Auszeichnung. So lud er Frank nach Magdeburg ein, um sich seiner Verleumdungsklage gegen die Volksstimme anzuschließen. „Da auch Sie angegriffen wurden“, schlug er Frank vor „gemeinsam diese kleinen Leute endgültig aus dem Verkehr zu ziehen“.
Nicht immer gelang das Konzept. Bei Kuhlmeys Verteidigung eines der angeklagten Schläger im Prozess der „Blutnacht von Eickendorf“ gestand dieser weinend dem Richter, er könnte sich Kuhlmey nicht als Verteidiger anvertrauen, da er ihn eher als Vertreter der Partei im Gerichtssaal sehe. Die Volksstimme kommentierte dies mit der Überschrift „Verteidiger Kuhlmey schweigt“. Deutlich wurde hier, dass Kuhlmeys Rechtsauffassung weniger juristischen Prinzipien als vielmehr den Richtlinien der NSDAP verpflichtet war, so die Analyse des Historikers Henning Grunwald.
Von der Parteiführung wurde sein Einsatz hoch geschätzt. „Er war der erste Rechtsanwalt im Gau Magdeburg-Anhalt, der sich völlig uneigennützig in der Kampfzeit der Partei zur Verfügung gestellt hat“ schrieb der „Stellvertreter des Führers“, Rudolf Hess, an den Reichsminister der Justiz 1938.

## Karriere zur Zeit des Nationalsozialismus

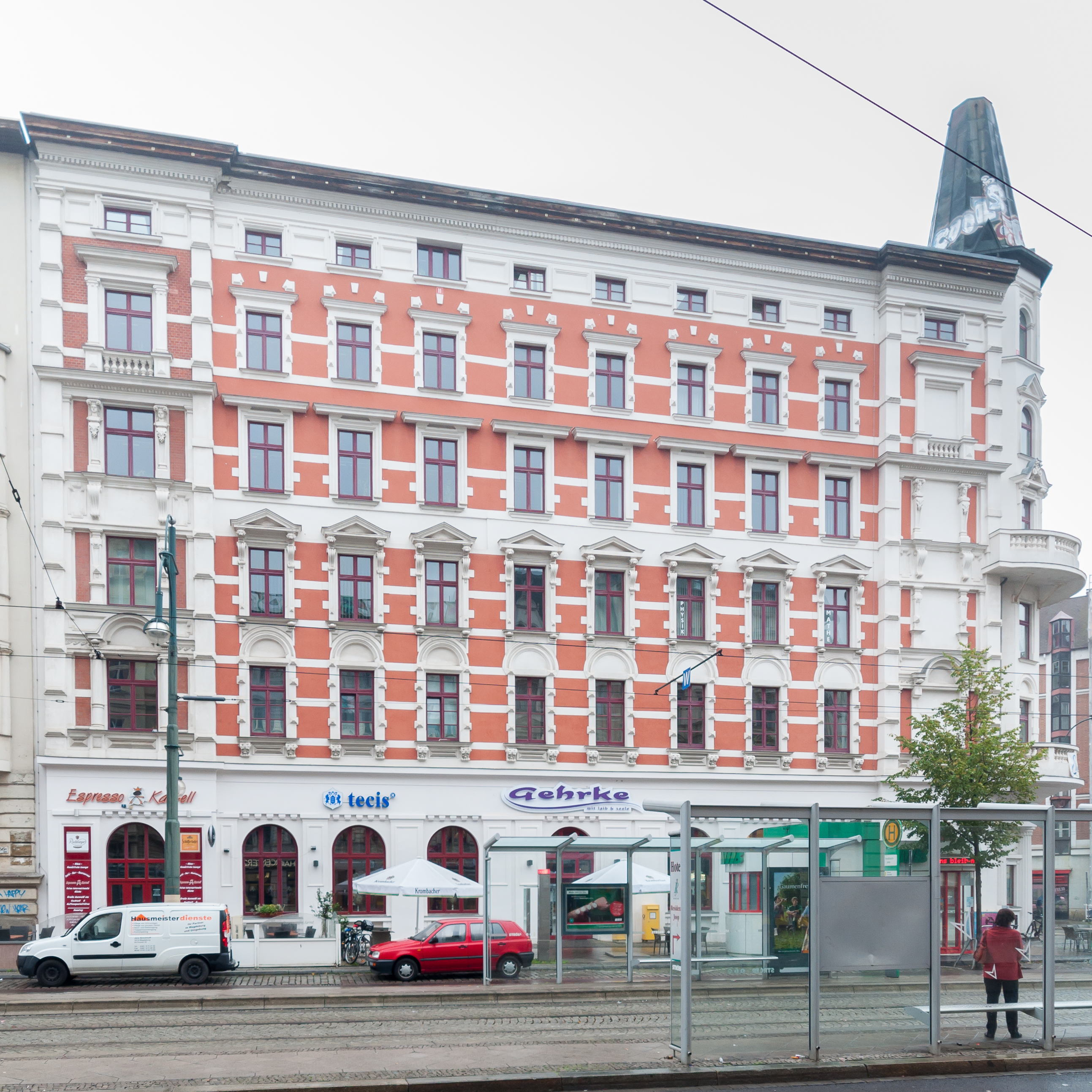
Breiter Weg 232a, Sitz des Bundes Nationalssozialistischer Deutscher Juristen, später Nationalsozialistischer Rechtswahrerbund, Gau Magdeburg, 1933–1945

Mit der nationalsozialistischen Machtübernahme erhielt Kuhlmeys Wirken offizielle Rückendeckung. Diese kam einher mit einer Ernennung zu mehreren Ämtern und dem Bezug neuer Kanzleiräume. Als neu ernannter „Gau-Obmann“ des von Hans Frank gegründeten Bundes Nationalsozialistischer Deutscher Juristen (BNSDJ) führte er ab April 1933 als Kanzleiadresse den Breiten Weg 232a im Briefkopf. Der fünf- bis sechsgeschossige Ziegelbau, aufgrund des dreieckigen Grundriss im Volksmund „Plättbolzen“ genannt, war das beherrschende Bauwerk am Hasselbachplatz.
Zusätzlich wurde Kuhlmey Gau-Rechtsamtsleiter der NSDAP im Gau Magdeburg-Anhalt, Vorsitzender der zweiten Abteilung des Ehrengericht der Rechtsanwaltschaft sowie stellvertretender Präsident der Rechtsanwaltskammer Naumburg. Weiter wurde er Ratsherr der Stadt Magdeburg, und mit dem Gesetz zur Wiederherstellung des Berufsbeamtentums, Mitglied des Provinzialrats der Provinz Sachsen. Nach einer neuen Gau-Einteilung 1935 vertrat Kuhlmey, auf Anordnung des inzwischen zum „Reichsjuristenführer“ ernannten Hans Frank, den BNSDJ „bei der Regierung von Anhalt“, so eine Zeitungsnotiz.

### Erste verbandspolitische Aktivitäten
Am 31. März 1933 erließ der Reichskommissar für das Preußische Justizministerium, Hanns Kerrl (NSDAP), eine Anordnung, welche Rechtsanwälten jüdischer Herkunft den Zugang zu den Gerichten beschränkte oder untersagte. Kuhlmey kam dem Erlass mit einem Brief an den Landesgerichtspräsidenten schon zwei Tage zuvor: Im Rahmen des „Abwehkampfes gegen die von Juden im Ausland getriebene Greuelpropaganda“ (wie ausländischen Reaktionen auf Berichte über antisemitische Gewalt von der NSDAP fälschlich bezeichnet wurden) bezeichnete Kuhlmey es „für dringend notwendig, dass auch von der Justizverwaltung Repressalien gegen jüdischen Anwälte in Deutschland ergriffen werden“.
Sobald die Verordnung erschienen war, legte Kuhlmey in seiner Funktion als Gau-Obmann Empfehlungen des Bundes zur Umsetzung vor. Am 5. April übersandte er eine Liste mit „Vorschlägen zur Ausführung“, an die zuständige Justizbehörde. Angehängt hatte Kuhlmey eine Namensliste derer, die nach Auffassung des Verbundes in seinem Gau-Bereich als jüdische Rechtsanwälte anzusehen waren. Zwei Tage später wurde jedoch mit dem Gesetz über die Zulassung zur Rechtsanwaltschaft eine reichsweit geltende Regelung geschaffen, mit der die vom Verband eigenständig formulierten Leitlinien gegenstandslos wurden.

Abzeichen des „NS-Rechtswahrerbundes“ aus dem Organisationsbuch der NSDAP, 1940

### Doppelfunktion in Verband und Kammer
Der Bund Nationalsozialistischer Deutscher Juristen, ab 1936 in Nationalsozialistischer Rechtswahrerbund umbenannt, fungierte nicht nur als Berufsverband, sondern als zentrales Instrument zur ideologischen Steuerung des nationalsozialistischen Justizapparats. Unter der Leitung von Hans Frank übernahm der Bund die Schulung und parteipolitische Ausrichtung aller Juristen und spielte damit eine wesentliche Rolle bei der ideologischen Gleichschaltung der Justiz.
Für die Ende April 1933 angeordneten Neuwahlen der Vorstände der Landesanwaltskammern wurden auf Anordnung des Justizministers die Kandidatenlisten vom nationalsozialistischen Verband mit aufgestellt. In der Rechtsanwaltskammer des Oberlandesgerichts Naumburg garantierte die Wahl so den Verbands-Mitgliedern Erwin Novak und Kuhlmey eine Doppelfunktion als nunmehr Präsident und Stellvertreter der Kammer.

### Vertreibung und Entrechtung jüdischer Rechtsanwälte
In seiner doppelten Funktion als lokaler Vorsitzender des Bundes und neugewählter Stellvertreter im Präsidium der Rechtsanwaltskammer trieb Georg Kuhlmey gezielt und vehement die Entrechtung aller jüdischen Anwälte seines Bezirkes voran. Die organisatorische Umsetzung erfolgte in enger Abstimmung mit seinem Vorgesetzten in der Kammer, Erwin Novak, der die gesammelten Unterlagen der Betroffenen an das Preußische Justizministerium weiterleitete. Ein Aufsatz der aktuellen Rechtsanwaltskammer Sachsen-Anhalt nannte, für ihren heutigen Zuständigkeitsbereich, Anzahl von 72 jüdischen Rechtsanwälten, die ab 1933 entrechtet oder aus dem Beruf gedrängt wurden. Für die Anwälte bedeutete der Verlust ihrer Zulassung die Zerstörung ihrer beruflichen und sozialen Existenz.
Bei jüdischen Anwälten, die durch Ausnahmeregelungen – etwa als Frontkämpfer – zunächst weiter zugelassen waren, griffen Kuhlmey und Novak gegebenenfalls auf den Vorwurf kommunistischer Betätigung zurück, der nach § 3 der Anwaltsordnung gleichermaßen zur Entfernung aus dem Beruf führen sollte. In der Übergangszeit bis zur völligen Entrechtung durch die fünfte Verordnung zum Reichsbürgergesetz entwickelte Kuhlmey zusätzlich diskriminierende Initiativen. Um Mandanten vom Aufsuchen der verbliebenen jüdischen Rechtsanwälte abzuschrecken, regte er im April 1934 an, neue Anfragen bei diesen Anwälten dem Verband zu melden. Die betreffenden Mandanten erhielten anschließend anonym versendete, antisemitische Druckschriften, darunter ein Flugblatt mit der Überschrift „Bedenke dass Du Deutscher bist“. Nach Beschwerden wurde die Maßnahme vom Reichsjustizministerium unterbunden, wie der Historiker Georg Prick dokumentierte. 
Darüber hinaus kritisierte Kuhlmey nichtjüdischen Kollegen, wenn sie jüdischen Rechtsanwälten im Gerichtsgebäude die Hand gaben. In einem weiteren Fall versuchte er, einen Anwalt aus dem Verband ausschließen zu lassen, weil dieser einem entrechteten jüdischen Kollegen für die Übernahme seiner Kanzlei eine reguläre finanzielle Entschädigung gezahlt hatte.

### Wiederaufnahmeverfahren als politische Bühne
Wie bereits vor 1933 boten Wiederaufnahmeprozesse Kuhlmey eine lokale Bühne zur öffentlichen Demonstration seiner parteilichen Überzeugung. Damit war er besonders geeignet für Fälle, in denen frühere Urteile im Sinne der nationalsozialistischen Ideologie überprüft, verschärft, oder revidiert werden sollten.
In der Berufung gegen das aufgrund umstrittener Zeugenaussagen bereits veurteilten Reichsbanner-Mitglieds Karl Jäneke erzielte Kuhlmey eine Revision des Urteils. Geschult durch seine Erfahrung in Prozessen gegen die Reichsbanner-Vereinigung erreichte er im erneuten Verfahren eine Verurteilung Jänekes zum Tode.

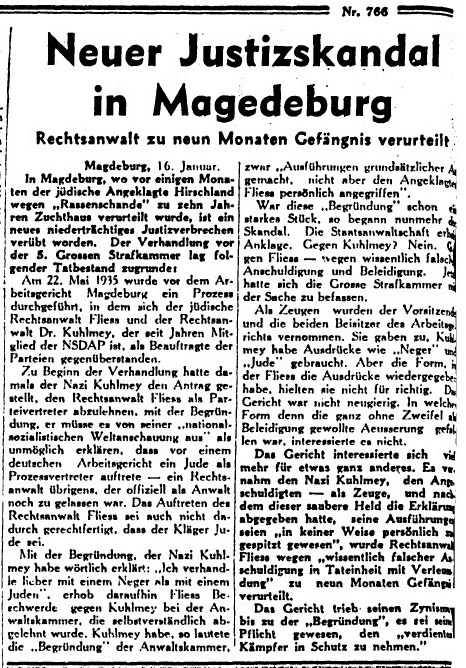
Kritischer Artikel über den Fliess-Prozess, aus der deutschsprachigen Exilzeitung „Pariser Tageblatt“ vom 17. Januar 1936

Wobei Kuhlmey mit seinem ideologischen Eifer auch über das Ziel hinaus schießen konnte. In einer auch international beachteten Prozessreihe gegen einen jüdischen Rechtsanwalt sollten Kuhlmeys antisemitischen Ausführungen karrierepolitische Konsequenzen haben.

### Fliess-Prozess
Ernst Fliess war einer der verbleibenden jüdischen Rechtsanwälte in Magdeburg, die durch die Ausnahmeregelungen für ehemalige Frontkämpfer und sogenannte „Alt-Anwälte“ weiterhin praktizieren durften. Dennoch ließ Kuhlmey vor dem Ehrengericht ein Verfahren gegen Fließ und Teilhaber seiner Kanzlei eröffnen. Zudem ließ er ein Schild im Gerichtsgebäude anbringen, das ausdrücklich auf einen für Juden abgesonderten Anwaltsraum hinweisen sollte. Fliess wurde im Prozess zu einer Geldstrafe verurteilt aber erreichte die Entfernung des diskriminierenden Schildes.

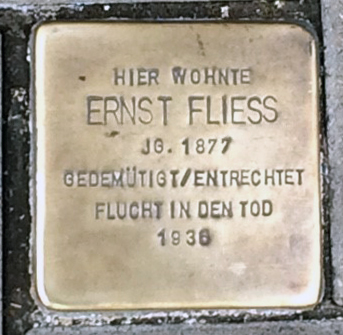
Stolperstein in Gedenken an Ernst Fliess in der Otto-von-Guericke-Str. 18 in Magdeburg

In einem Folgeprozess verweigerte Kuhlmey demonstrativ den jüdischen Anwalt als Verhandlungspartner, denn er „verhandle lieber mit einem Neger als mit einem Juden“. Als Fließ gegen diese Äußerung vorging, wurde er selbst wegen Verleumdung angeklagt. In der Hauptverhandlung bestritt Kuhlmey seine Aussage mit der Begründung, er würde nie durch den Vergleich mit Juden eine andere „Rasse“ beleidigen wollen. Fliess wurde zu neun Monaten Haft verurteilt, im Januar 1936 nahm er sich das Leben.
Mit dem Schild hatte Kuhlmey gegen die zweite Verordnung zur Anwaltszulassung verstoßen, die die Gleichbehandlung aller noch zugelassenen Rechtsanwälte vorschrieb. Neben diesem dienstrechtlichen Verstoss wurde parteiintern auch die Schärfe der öffentlichen Reaktionen auf den Freitod beanstandet. 
Das Urteil „wurde von Teilen der Bevölkerung als ungerechtfertigt hart angesehen und habe im Ausland Aufsehen und Befremden erregt“, schrieb der Oberpräsident der Provinz Sachsen an den Innenminister, Wilhelm Frick. „Dies dürfe dem Ansehen der deutschen Rechtsprechung im Inland wie im Ausland abträglich sein“, schrieb Frick daraufhin an Hermann Göring. Tatsächlich hatte sich eine Welle kritischer Artikel in der Exil- und Auslandspresse explizit gegen Kuhlmey gerichtet. Beispielsweise kommentierte die Exilzeitung Neue Vorwärts in ihrer Prozessberichterstattung: „Kuhlmey hat auf ganzer Linie gesiegt. Die jüdische Konkurrenz sitzt im Gefängnis“. Nach dem Suizid beschrieb sie ihn, scharf kritisierend, als „einen der bösen Geister Magdeburgs“.
Die Konsequenz: Obwohl Kuhlmey von Hans Frank als Nachfolger für das Präsidium der Naumburger Reichsrechtsanwaltskammer vorgesehen war, wurde er 1940 vorläufig nur auf eine Warteposition gesetzt, wie der Rechtswissenschaftler Frank L. Schäfer rekonstruierte.

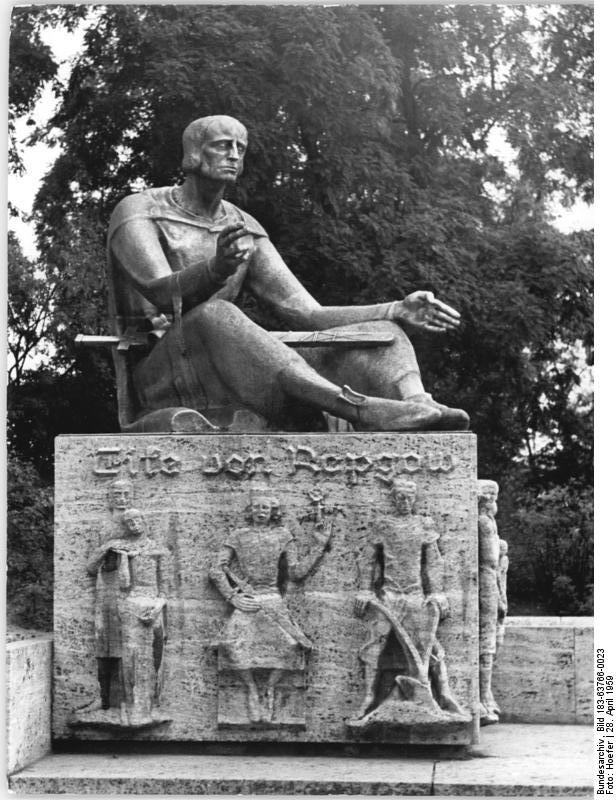
Das Denkmal „Eike von Repkow“ des Bildhauers Hans Grimm, in seiner heutigen Form in Magdeburg

### Auftritte und Auszeichnungen
Kuhlmey trat im Rahmen örtlicher Veranstaltungen des Deutschen Rechtswahrerbundes, wie der BNSDJ mittlerweile hiess, auch repräsentativ in Erscheinung. Seine Ansprache zur Einweihung des Eike-von-Repgow-Brunnens am 5. Juni 1937 bildete aber lediglich das Vorprogramm des „ersten mitteldeutschen Rechtswahrertages“ in Magdeburg. Der zentrale Programmpunkt war dem Auftritt von Reichsminister Hans Frank reserviert, der vor der versammelten Großkundgebung in der Magdeburger Stadthalle eine ideologisch aufgeladene Rede hielt. Auch bei der Berichterstattung über den Juristenkongress in Dessau blieb sein Beitrag auf eine kurze Zeitungsnotiz reduziert: „Parteigenosse Kuhlmey meldete dem Gauführer Dr. Novak den Appel der Juristen“.
1938 erhielt Kuhlmey gemeinsam mit weiteren Parteigenossen seines Bezirks das goldene Ehrenzeichen der NSDAP, Anlass war der fünfte Jahrestag der sogenannten „Machtergreifung“. Im April 1939 wurde Kuhlmey zu Hitlers 50. Geburtstag der Titel Justizrat verliehen. Beide Auszeichnungen galten als Anerkennung für besondere Loyalität und Dienste.

### Verfahren gegen den Rechtsanwalt Bernhard Hofmann
Bernhard Hofmann war ein weiterer Magdeburger Amtskollege, gegen den Kuhlmey aus politischer Überzeugung gleich mehrere Gerichtsverfahren initiierte. Hofmann hatte sich innerhalb seiner studentischen Ehrenverbindung für den Verbleib zweier jüdischer Mitglieder eingesetzt. Zusätzlich übernahm er die Verteidigung angeklagter Pfarrer der Oppositionsbewegung der Bekennenden Kirche in ihren Auseinandersetzungen mit den nationalsozialistischen Deutschen Christen. Kuhlmey versuchte durch eine Reihe von Ehrengerichtsverfahren, Hofmann von der Anwaltskammer auszuschließen. Die Prozesse zogen sich zwar über mehrere Jahre hin, führten jedoch leglich zu Verweisen und wurden um 1942 ganz eingestellt.
Nach dem Ende der NS-Zeit hatten die Auseinandersetzungen ein unerwartetes Nachspiel. Hofmanns Kanzlei- und Privatwohnung waren bei dem folgenschweren Luftangriff auf Magdeburg am 16. Januar 1945 zerstört worden. Nach der Kapitulation bekam Hofmann mit seiner Wiederzulassung als Rechtsanwalt und Notar ausgerechnet die Büroräume am Breiten Weg 232a zugewiesen, die bisher Kuhlmeys Kanzlei und die Geschäftsstelle des NS-Rechtswahrerbundes beherbergt hatten.

## Nach 1945
Kuhlmey wurde nach Kriegsende verhaftet und vermutlich gemäss den Bestimmungen der Potsdamer Konferenz als „leitendes Personal einer nazionalsozialistischen Organisation“, in einem Lager der Besatzungsmächte interniert. Im Jahr 1947 wandte er sich aus der Haft überraschend an Bernhard Hofman und bat ihn, ein entlastendes Zeugnis für seine Entnazifizierung auszustellen. Hofman lehnte dies ab trotz des christlichen Ideals der Vergebung, dem er sich als gläubiger Christ und aktives Mitglied der evangelischen Synode verpflichtet fühlte. Beim Umzug in seine neue Kanzlei hatte Hofman im Keller die kompletten Akten des Rechtswahrerbundes gefunden, einschliesslich derer, die ihn selbst betrafen. In seiner Antwort auf Kuhlmeys Bitte schrieb Hofmann, es fehle ihm an Einsicht und Reue, und erklärte: „Ich kann einem Mann, der mir schweres Leid zugefügt hat (..) nicht von mir aus vergeben, solange er nicht sein Unrecht einsieht“. Der Brief wird in der Quelle des Autors Georg Prick als ein Dokument aus Privatbesitz ausgewiesen.

### Stuttgarter Anwaltstätigkeit und Kritik
Trotz der Schwere seiner Verstrickungen wurde Kuhlmey offenbar entnazifiziert, aus der Haft entlassen und ließ sich in Süddeutschland nieder. Ab 1954 führte er wieder eine Rechtsanwaltskanzlei in Stuttgart, zunächst in der Gaisburger Straße 7, danach bis mindestens 1966 im sogenannten Schillerhaus in der Eberhardstraße 63.
Kuhlmeys Rückkehr in den Anwaltsberuf blieb im Wesentlichen unbeachtet. In den 1950er Jahren versuchte Dr. Badt, einer der von Kuhlmey im Fliess-Prozess angeklagten Kanzleipartner, aus Tel Aviv gegen die Neuzulassung von Kuhlmey vorzugehen. Die vom saarländischen Justizminister und Badts früherem Magdeburger Amtskollegen Heinz Braun unterstützte Initiative blieb ohne Erfolg.
Erst In späteren Studien zur NS-Justizforschung wurde Georg Kuhlmey mehrfach kritisch erwähnt. Dazu zählte besonders die Broschüre „Anwalt ohne Recht“ des Historikers Georg Prick. Dort hieß es: „Nach dem Zweiten Weltkrieg praktizieren Dr. Kuhlmey in Stuttgart und Dr. Novak in Kiel als Rechtsanwälte. Angefeindet, blieben ihre Taten jedoch ungesühnt.“ Die Bewertung wurde von weiteren Autoren übernommen.